# يوليوس شولمان
يوليوس شولمان (بالإنجليزية: Julius Shulman)‏ هو مصور ومهندس معماري أمريكي، ولد في 10 أكتوبر 1910 في بروكلين في الولايات المتحدة، وتوفي في 15 يوليو 2009 في لوس أنجلوس في الولايات المتحدة.

## وصلات خارجية
- يوليوس شولمان على موقع مونزينجر (الألمانية)